# Голямата лъжа
Голямата лъжа (на турски: Büyük Yalan) е турски драматичен сериал, излязъл на телевизионния екран през 2004 г.

## Сюжет
През 1979 г. богата жена на име Роксан ражда четвърто момиче. Тя е съкрушена,че не е успяла да дари съпруга си със син. Затова акушерката и предлага да дадат момичето на бедно семейство, а те да вземат техния син.
25 години по-късно Рейхан и Емирхан се запознават в катастрофа. Младата жена решава да обвини мъжа за катастрофата. По-късно обаче те се влюбват и се женят. Родителите на Емирхан обаче не приемат снаха си. Но те не подозират,че тя всъщност е тяхната дъщеря.

## Излъчване
| Сезон | Епизоди | Начало на сезона | Край на сезона | Всички епизоди | ТВ сезон    | ТВ канал |
| ----- | ------- | ---------------- | -------------- | -------------- | ----------- | -------- |
| 1     | 30      | 19 ноември 2004  | 24 юни 2005    | 1 – 30         | 2004 – 2005 | ATV      |
| 2     | 39      | 9 септември 2005 | 9 юни 2006     | 31 – 69        | 2005 – 2006 | ATV      |

## Актьорски състав
- Емрах Ердоган – Емирхан Вардарлъ
- Синем Йозтуфан – Рейхан Вардарлъ
- Халил Ергюн – Етхем Вардарлъ
- Хюля Дарджан – Рюксан Вардарлъ
- Михрибан Ер – Зийнет Вардарлъ
- Мехтап Байръ – Шукран Вардарлъ
- Мехмет Услу – Махмут Динчер
- Музафер Демирел – Керим Азизоглу
- Дамла Йозен – Вилдан Вардарлъ
- Яшар Гюнер – Хасан Гедикли
- Тюляй Бекрет – Шенгюл Гедикли
- Кеворк Тюркер – Ибрахим Динчер
- Мурат Йълдъръм – Окан

## В България
В България сериалът започва на 22 септември 2013 г. по Диема Фемили и завършва на 27 април 2014 г. Ролите се озвучават от Даниела Сладунова, Даниела Йорданова, Силвия Русинова, Георги Георгиев-Гого, Христо Узунов и Николай Николов.